# Corispermum navicula
Corispermum navicula là loài thực vật có hoa thuộc họ Dền. Loài này được Mosyakin mô tả khoa học đầu tiên năm 1995.